# Tennis ai Giochi della I Olimpiade

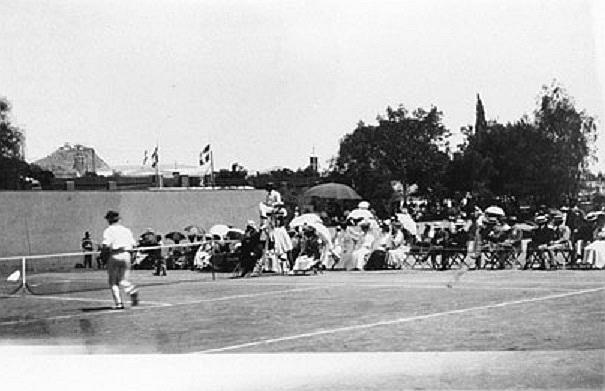
La finale del torneo singolare tra Boland e Kasdaglis

Il tennis fu uno degli eventi sportivi dei giochi della I Olimpiade, tenutasi ad Atene, nel 1896. Vennero disputate due gare, il torneo singolare e il doppio.

## L'evento
Strettamente riservati agli atleti uomini come per tutte le altre discipline di questa Olimpiade, i vari confronti vennero effettuati tra l'8 e l'11 aprile secondo il calendario gregoriano, tra il 27 e il 30 marzo secondo il calendario giuliano in vigore in Grecia in quel periodo. Le gare si svolsero nel velodromo Neo Phaliron e nei campi in erba del Tennis Club Atene, nei pressi del fiume Ilisso.
Sebbene il tennis fosse già uno degli sport più importanti e seguiti del XIX secolo, nessuno dei migliori giocatori del mondo partecipò al torneo di Atene, la maggior parte dei quali erano britannici, come Harold Mahony, Wilfred Baddeley e Joshua Pim, reduci dal torneo di Wimbledon.
John Pius Boland, che vinse le due discipline della manifestazione, si recò ad Atene per assistere ai Giochi olimpici solo come spettatore come aveva promesso al suo amico di Oxford, Constantinos Manos, che nel frattempo era diventato anche segretario del comitato organizzativo di Atene 1896. Questi, conoscendo la sua bravura nel tennis, lo inserì nella competizione riservata a questa disciplina. Non essendosi organizzato gareggiò all'inizio con scarpe di cuoio, e dovette acquistare sul posto il materiale necessario.
Al primo turno del singolare, Boland vinse contro Fritz Traun, un promettente tennista proveniente da Amburgo, che era stato eliminato nella gara di atletica dei 100 metri piani. Boland poi sconfisse il greco-egiziano Dionysios Kasdaglis in finale, battendolo 6-2 6-2.
Boland e Traun decisero di gareggiare insieme nel doppio, dove arrivarono in finale, battendo il greco Dimitrios Petrokokkinis e lo stesso Kasdaglis, dopo aver perso il primo set.

## Nazioni partecipanti
Un totale di 13 atleti, provenienti da 6 nazioni, gareggiarono alle Olimpiadi di Atene nel tennis:
- Australia (1)
- Francia (1)
- Germania (1)
- Gran Bretagna (2)
- Grecia (7)
- Ungheria (1)

## Risultati
Queste medaglie sono state assegnate retroattivamente dal Comitato Olimpico Internazionale. All'epoca i vincitori ricevettero una medaglia d'argento, mentre non ci furono premi per le posizioni successive.
| Evento               | Oro                          | Argento                                     | Bronzo                                    |
| Singolare (dettagli) | John Pius Boland             | Dionysios Kasdaglis                         | Konstantinos Paspatis Momcsilló Tapavicza |
| Doppio (dettagli)    | John Pius Boland Fritz Traun | Dionysios Kasdaglis Dimitrios Petrokokkinis | Edwin Flack George Stuart Robertson       |

## Medagliere
Nel successivo medagliere, sono illustrati i primi e terzi del doppio come componenti della Squadra mista, senza indicare la provenienza degli atleti, come secondo il database olimpico La squadra di doppio di Kasdaglis e Petrokokkinos appare nel database del CIO come una squadra mista nonostante entrambi rappresentassero la Grecia. Kasdaglis (greco-egiziano residente ad Alessandria) è elencato come greco nel database per l'evento singolo ed è da considerarsi tale. 
| Posizione | Paese         |   |   |   | Totale |
| --------- | ------------- | - | - | - | ------ |
| 1         | Squadra mista | 1 | 1 | 1 | 3      |
| 2         | Gran Bretagna | 1 | 0 | 0 | 1      |
| 3         | Grecia        | 0 | 1 | 1 | 2      |
| 4         | Ungheria      | 0 | 0 | 1 | 1      |
| Totale    | Totale        | 2 | 2 | 3 | 7      |